# ستيفاني بوند
ستيفاني بوند (بالإنجليزية: Stephanie Bond)‏ هي لاعبة كرة الشبكة نيوزيلندية، ولدت في 16 مايو 1981.